# Certij, Jîdaciv
Certij (în ucraineană Чертіж) este localitatea de reședință a comunei Certij din raionul Jîdaciv, regiunea Liov, Ucraina.

## Demografie
Componența lingvistică a localității Certij
     Ucraineană (100%)
Conform recensământului din 2001, toată populația localității Certij era vorbitoare de ucraineană (100%).